# シャルル・バルビエ・ド・メナール
シャルル・アドリアン・カジミール・バルビエ・ド・メナール（Charles Adrien Casimir Barbier de Meynard、1826年2月6日 - 1908年3月31日）は、コンスタンティノープルからマルセイユにかけての航海中に生誕した、19世紀フランスの歴史家、東洋学者。